# Nationaal park Forillon
Het Nationaal park Forillon (Engels: Forillon National Park, Frans: Parc national Forillon) is een nationaal park in Canada. Het ligt op de tip van het schiereiland Gaspésie, bij Gaspé, in de provincie Québec. Het park werd opgericht in 1970 als eerste park in Québec. Met een oppervlakte van 244 km² is het een van de kleinere nationale parken in Canada. Het park wordt beheerd door Parks Canada.
In het park liggen de meest oostelijke uitlopers van de Appalachen.  Het gebied van het park is de typische zomerse jacht- en visgrond van de First Nations Mi'kmaq en Haudenosaunee.

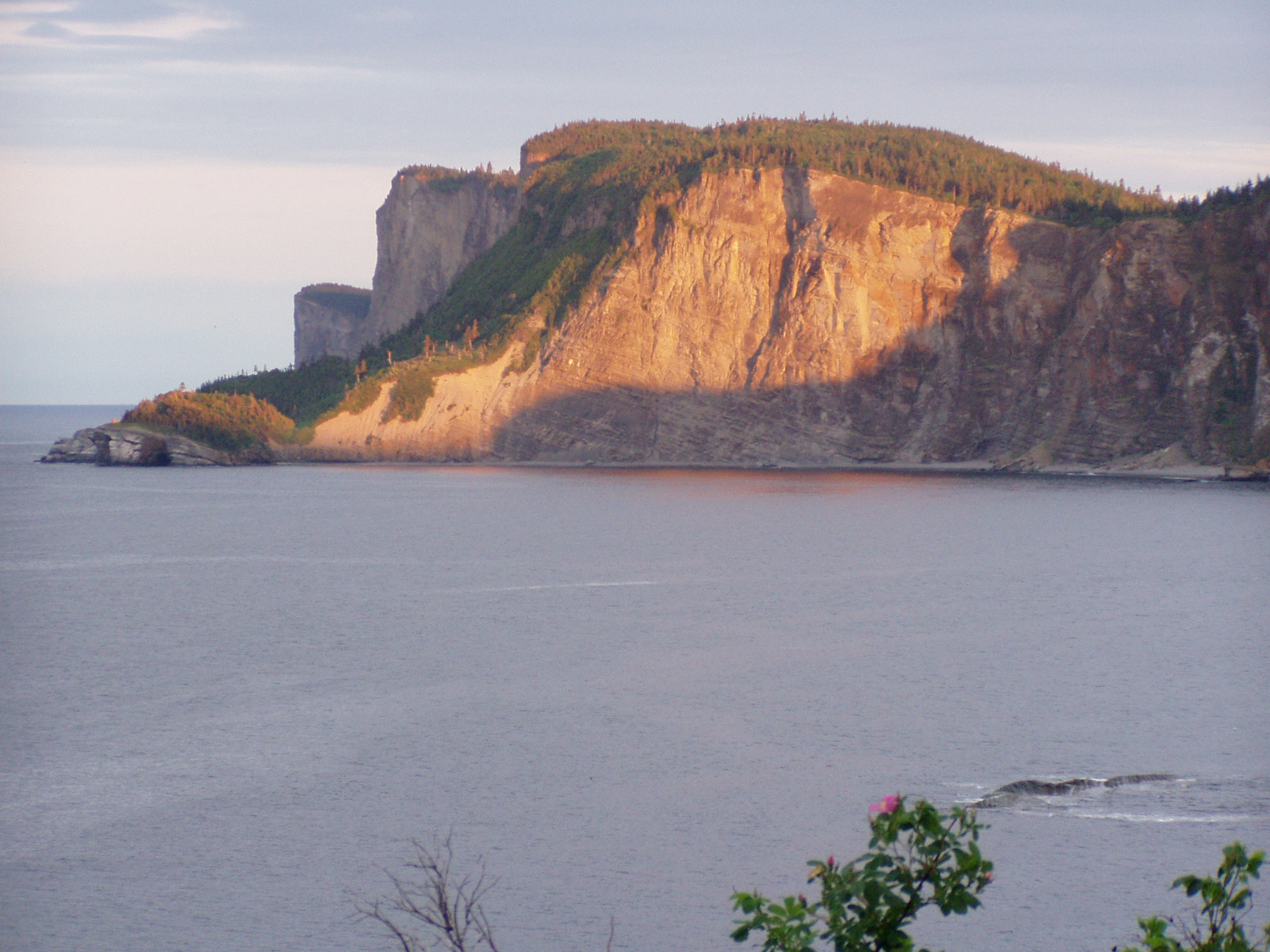
Cap Bon-Ami bij zonsondergang
Zicht op het park vanop een uitzichtpunt op de top van Mt-St-Alban, van het zuidoosten (links) tot het noordoosten (rechts)